# Kuckucksmühle (Huy-Neinstedt)

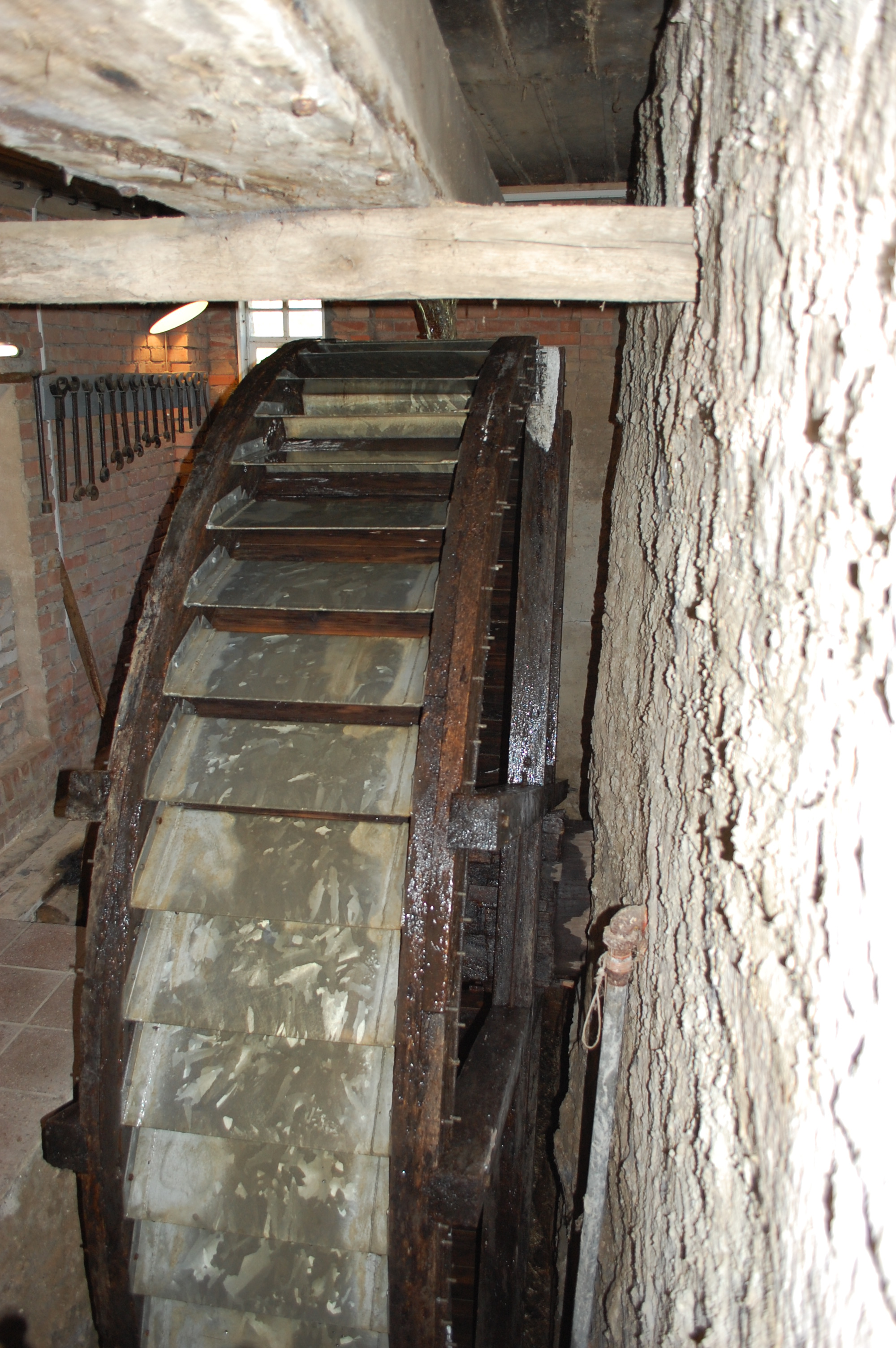
Wasserrad

Die Kuckucksmühle ist eine denkmalgeschützte Wassermühle im zur Gemeinde Huy in Sachsen-Anhalt gehörenden Ortsteil Huy-Neinstedt. Zugleich wird sie als Wohnplatz des Ortsteils geführt.

## Lage
Sie befindet sich etwa einen Kilometer nordöstlich von Huy-Neinstedt am Hohlebach auf der Ostseite der von Huy-Neinstedt nach Anderbeck führenden Kreisstraße 1312.

## Architektur und Geschichte

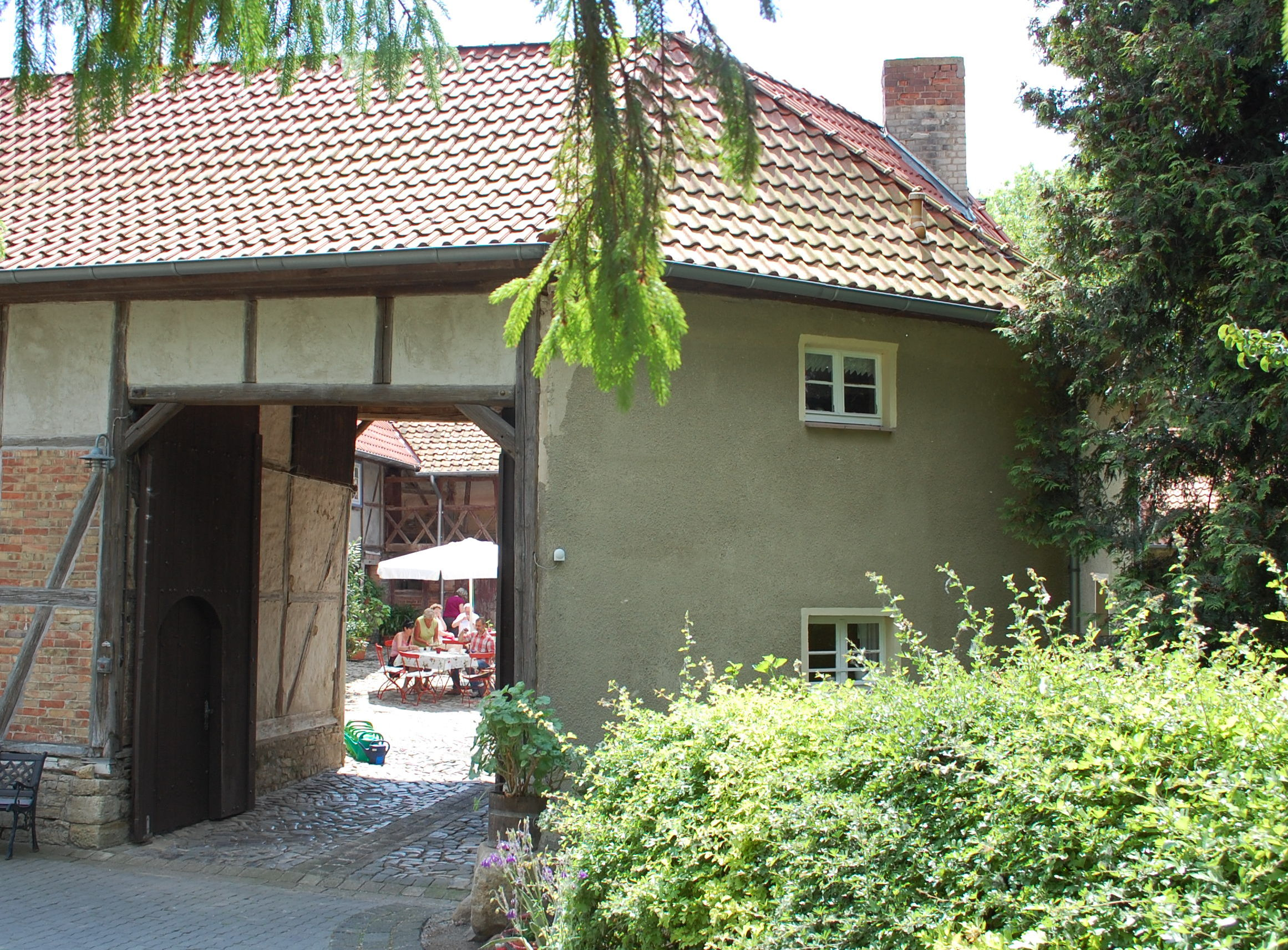
Tordurchfahrt

Als Standort für eine Wassermühle ist der Bereich seit dem 15. Jahrhundert belegt. Es handelte sich um eine Lehnsmühle des Klosters Huysburg. Die heutige Wassermühle ist als geschlossene Hofanlage in Fachwerkbauweise erhalten und stammt aus der zweiten Hälfte des 17. Jahrhunderts, andere Angaben nennen das 18. Jahrhundert. 1783 erfolgten kleinere Umbauten. Es ist teilweise funktionsfähige Technik, die zum Teil noch aus der Bauzeit stammt, erhalten. So besteht ein oberschlächtiges Wasserrad mit einem Durchmesser von vier Metern. Erhalten sind auch Elevatoren, zwei Schrotgänge, ein Walzenstuhl, ein Askaniasichter, eine Schälmaschine, eine Windfege sowie eine Mahl- und Aufschließmaschine des Herstellers Mühlenbau Nossen. Sowohl das Wasserrad als auch der Schrotgang mit einem Annahmeelevator sind funktionsbereit.
Bis 1990 wurde die Kuckucksmühle als Lohnschroterei gewerblich betrieben.
Im örtlichen Denkmalverzeichnis ist die Mühle unter der Erfassungsnummer 094 00123 als Baudenkmal verzeichnet.